# Janovice
Janovice är en ort i Tjeckien. Den ligger i den östra delen av landet, 290 km öster om huvudstaden Prag. Janovice ligger 362 meter över havet och antalet invånare är 1 693.
Terrängen runt Janovice är kuperad söderut, men norrut är den platt.Runt Janovice är det ganska glesbefolkat, med 30 invånare per kvadratkilometer. Närmaste större samhälle är Havířov, 17,7 km norr om Janovice. I omgivningarna runt Janovice växer i huvudsak blandskog.